# Экспедиция Фиппса к Северному полюсу

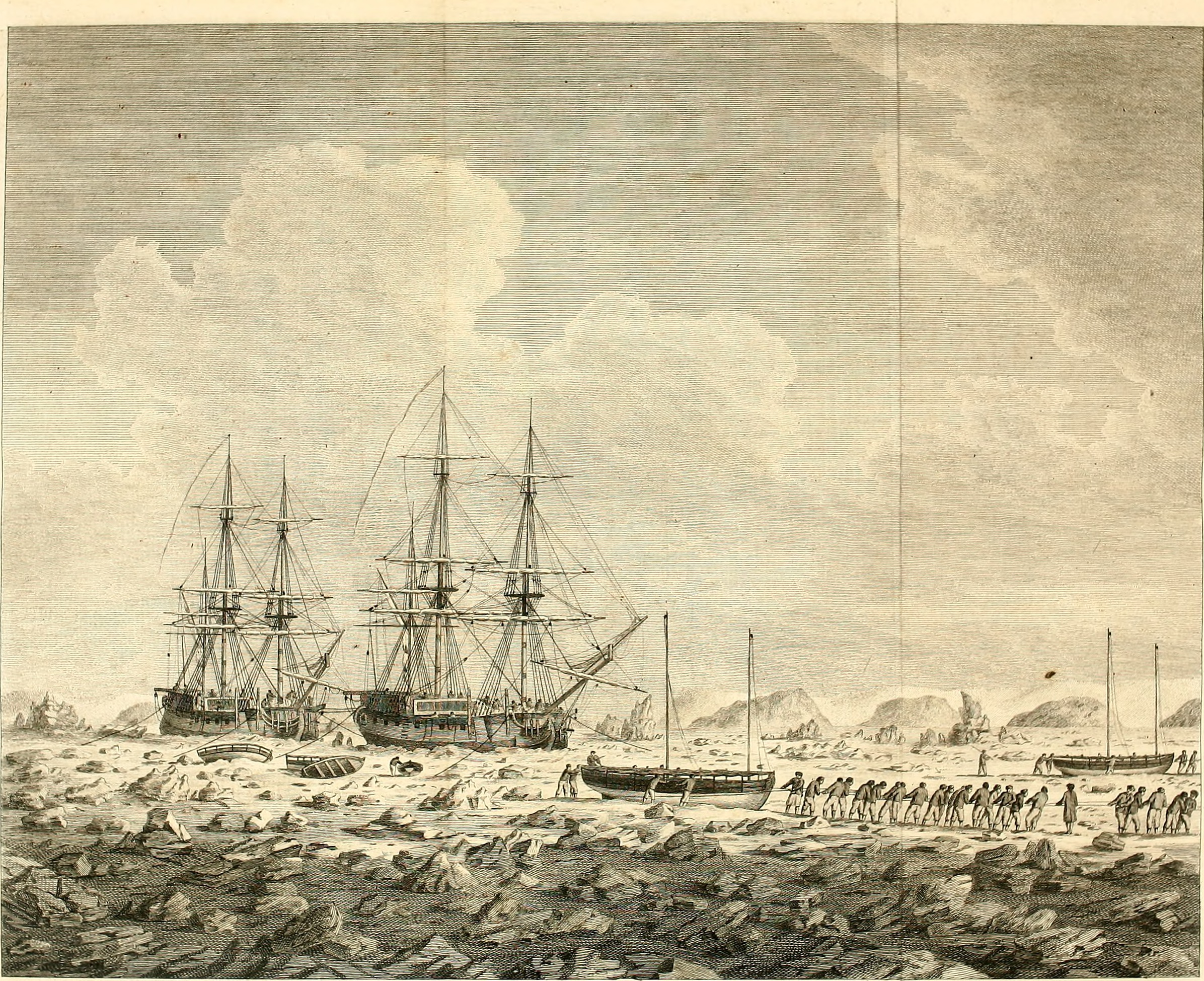
HMS Racehorse и HMS Carcass во льдах, гравюра из книги Фиппса 1774 года

Экспедиция Фиппса к Северному полюсу — экспедиция Королевского военно-морского флота Великобритании к Северному полюсу. Два корабля, HMS Racehorse и HMS Carcass, отправились к Северному полюсу летом 1773 года под командованием Константина Джона Фиппса и Скеффингтона Лютвиджа, однако застряли во льдах близ Шпицбергена. Отчёт об экспедиции, опубликованный Фиппсом в 1774 году, содержал первые научные описания белого медведя и белой чайки.

## Предыстория
В январе 1773 года по инициативе вице-президента Королевского общества Дейнса Баррингтона секретарь общества Мэтью Мэти направил письмо графу Сэндвичу, первому лорду Адмиралтейства, с предложением совершить экспедицию к Северному полюсу. На Баррингтона оказали влияние труды швейцарского географа Сэмюэля Энгеля, который предположил в своей книге 1765 года «Memoires et observations geographiques et critiques sur la situation des pays septentrionaux de l'Asie et de l'Amerique» существование огромного моря без льда вблизи Северного полюса. Объяснение Энгелем льда, обнаруженного в Арктике, заключалось в том, что бо́льшая его часть поступала из рек, и поэтому его можно было найти только вблизи суши. Сэндвич, будучи другом Дейнса Баррингтона, предложил идею королю Георгу III. Тот приказал как можно быстрее организовать экспедицию и изволил ею руководить.

## Подготовка

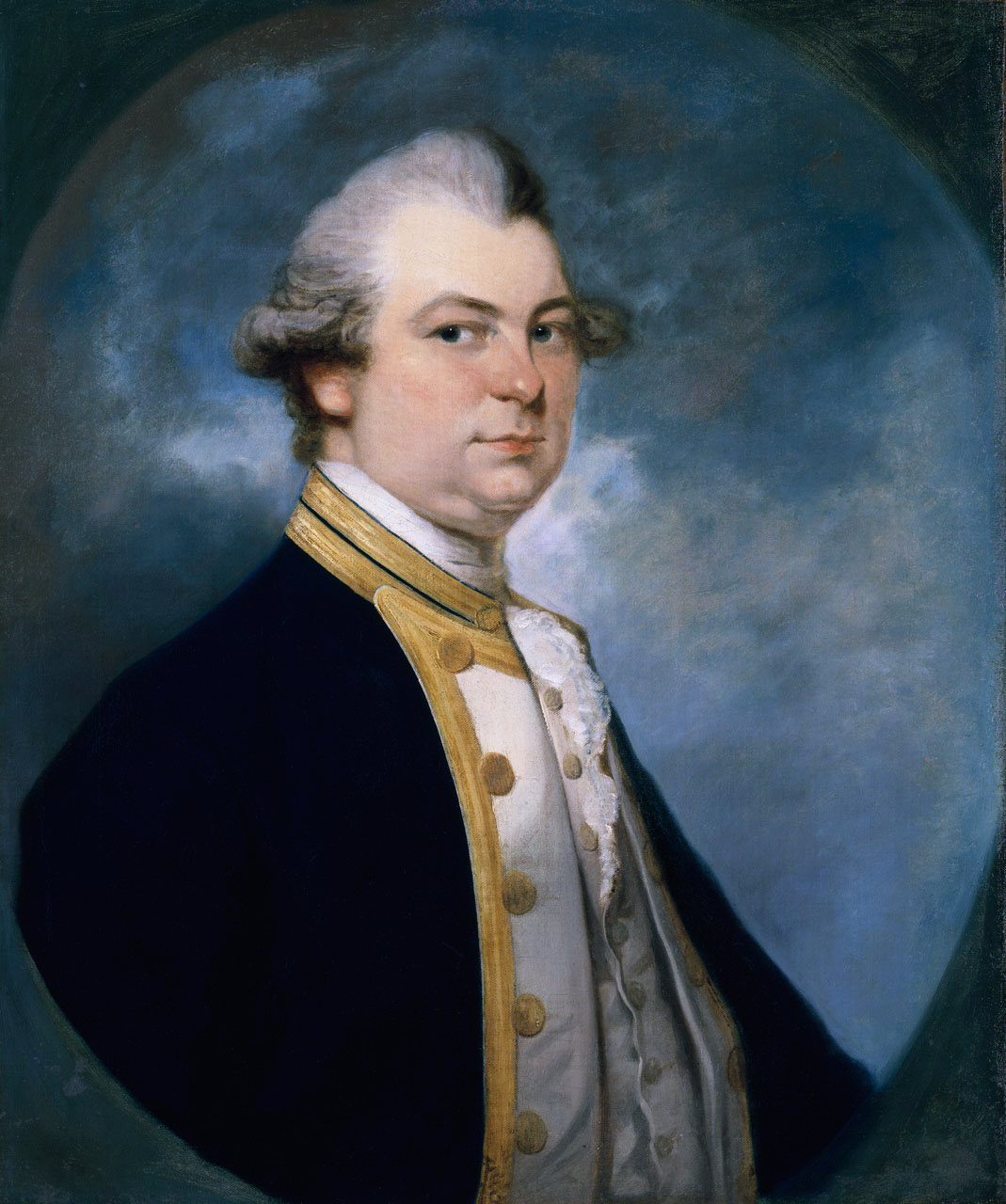
Портрет Константина Фиппса за авторством Озайаса Хэмфри

Константин Фиппс вызвался добровольцем в экспедицию и был назначен её командиром. Адмиралтейство выбрало для экспедиции бомбардирские корабли, предназначенные для перевозки тяжёлых миномётов, которые могли атаковать береговую оборону. Они имели очень прочные корпуса и не требовались в мирное время. Были выбраны корабли HMS Racehorse и HMS Carcass. Оба были переоборудованы под научно-исследовательские цели и получили дополнительную защиту от льда.

## Состав экспедиции

Первоначальный чертёж HMS Carcass, 1758 год

### Корабли
Первоначально HMS Racehorse был французским кораблём Marquis de Vaudreuil, но во время Семилетней войны его захватил Королевский военно-морской флот. Своё название он получил 5 мая 1757 года. На его борту было три мачты, 18 пушек, и он классифицировался как шлюп. В 1759 году HMS Racehorse принял участие в битве при Квебеке. В 1772 году использовался для патрулирования пролива Па-де-Кале. Перед экспедиции он потерпел значительные изменения: для защиты от льда была установлена обшивка, полубак был удлинён, сняты бомбовые ложа и их опорная конструкция, построены складские помещения, уложена новая палуба, а в носовой части добавлены дополнительные крепления корпуса. Второй корабль, HMS Carcass, был специально построен как бомбардирский корабль для Королевского военно-морского флота. Тем не менее, работы были столь же масштабными: был демонтирован ряд конструкций, корпус увеличен вдвое и установлены дополнительные внутренние балки.

### Члены экипажа
Константин Фиппс был командиром экспедиции и корабля HMS Racehorse, а Скеффингтон Лютвидж — командиром HMS Carcass.
В общей сложности на HMS Racehorse плавали 92 человека, 89 из них — офицеры и матросы военно-морского флота. В состав экспедиции входили первый лейтенант Генри Харви, военно-морской врач Чарльз Ирвинг, астроном Израэль Лайонс, мичман Филипп д'Овернь, и старший матрос Олауда Эквиано. На борту HMS Carcass в плавании находилось 80 человек. Мичман Горацио Нельсон, которому на момент экспедиции не было и 15 лет, служил рулевым корабельных шлюпок. В качестве лоцманов на оба судна были наняты по два гренландских китобоя.

### Оборудование
Корабли оснастили научным оборудованием. Для навигации Racehorse был оснащён хронометром Ларкума Кендалла, а Carcass — хронометром Джона Арнольда. Другие технологии на борту включали улучшенный лог Пьера Бугера и аппарат Чарльза Ирвинга для дистилляции морской воды. На кораблях также были лодки, достаточно большие, чтобы взять на борт всю команду.

## Ход экспедиции
В инструкциях Адмиралтейства для Фиппса от 25 мая 1773 года говорилось, что экспедиция должна направится на север от Нора (якорной стоянки в эстуарии Темзы), а затем, проходя между Шпицбергеном и Гренландией, продвигаться к Северному полюсу или так далеко, как это возможно, тщательно избегая ошибок прошлых мореплавателей, держась как можно больше в открытом море и как можно ближе к меридиану, насколько это позволят лёд или другие препятствия. Если экспедиция прибудет на полюс и обнаружит, что море свободно от льда, что допускает свободное плавание на противоположном меридиане, она не должна двигаться дальше, а вернуться в Нор.
Корабли отплыли на север от Нора 4 июня 1773 года и достигли Шпицбергена 28 июня, поплыв дальше на север. От мыса Хаклюйт на северной оконечности острова Амстердам они продолжили путь на северо-запад,  и начали сталкиваться со льдом. С 8 июля лёд серьёзно затруднил движение, и корабли пришлось буксировать с помощью небольших лодок. Поскольку лед на северном направлении казался непроходимым, Фиппс повернул на восток, чтобы определить, соединяется ли лед со Шпицбергеном. Экспедиция предприняла дальнейшие попытки плыть на север, двигаясь на восток вдоль побережья и изучая различные острова. 27 июля они достигли своей самой дальней точки на севере — 80°48' северной широты. 30 июля на одном из Семи островов Фиппс и Лютвидж поднялись на холм и увидели, что море полностью покрыто льдом к востоку. По их возвращении корабли были полностью окружены льдом. 10 августа корабли смогли выйти в открытое море и поплыли на запад, в Фэрхейвен. После последней попытки отплыть на северо-запад 19 августа они отправились домой. Корабли были разделены штормами, и 18 сентября HMS Carcass достиг Ярмут-Роудс, и Лютвидж отправил известие об экспедиции в Адмиралтейство. Корабли воссоединились 26 сентября и вернулись в доки на Темзе 30 сентября.

## Публикации

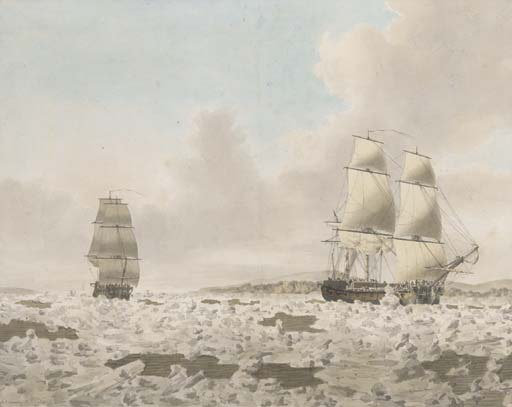
HMS Racehorse и HMS Carcass во льдах акварель Джона Кливли — младшего

Анонимное повествование об экспедиции появилось в феврале 1774 года, став первой публикацией, посвящённой ей. По словам историка Энна Сэворса, наиболее вероятным автором был врач на борту HMS Carcass Уильям Уоллис. Собственная книга Фиппса «A voyage towards the North Pole» появилась в конце лета 1774 года. Она содержала 70 страниц повествования, а также обширное приложение с научным отчётом об экспедиции. Описание перевозимых научных приборов и их функций составляет основную его часть. Книга Фиппса содержала гравюры, изображающие корабли во льдах, основанные на акварелях Джона Кливли — младшего. Они, в свою очередь, были основаны на эскизах мичмана Филиппа д'Оверня. Французский перевод книги появился в 1775 году, а немецкий — в 1777 году. Экспедиция также фигурирует в автобиографии Олауды Эквиано 1789 года, «The Interesting Narrative of the Life of Olaudah Equiano». Другой рассказ об экспедиции, мичмана Томаса Флойда, был составлен его семьёй и опубликован в 1879 году.

## Наследие

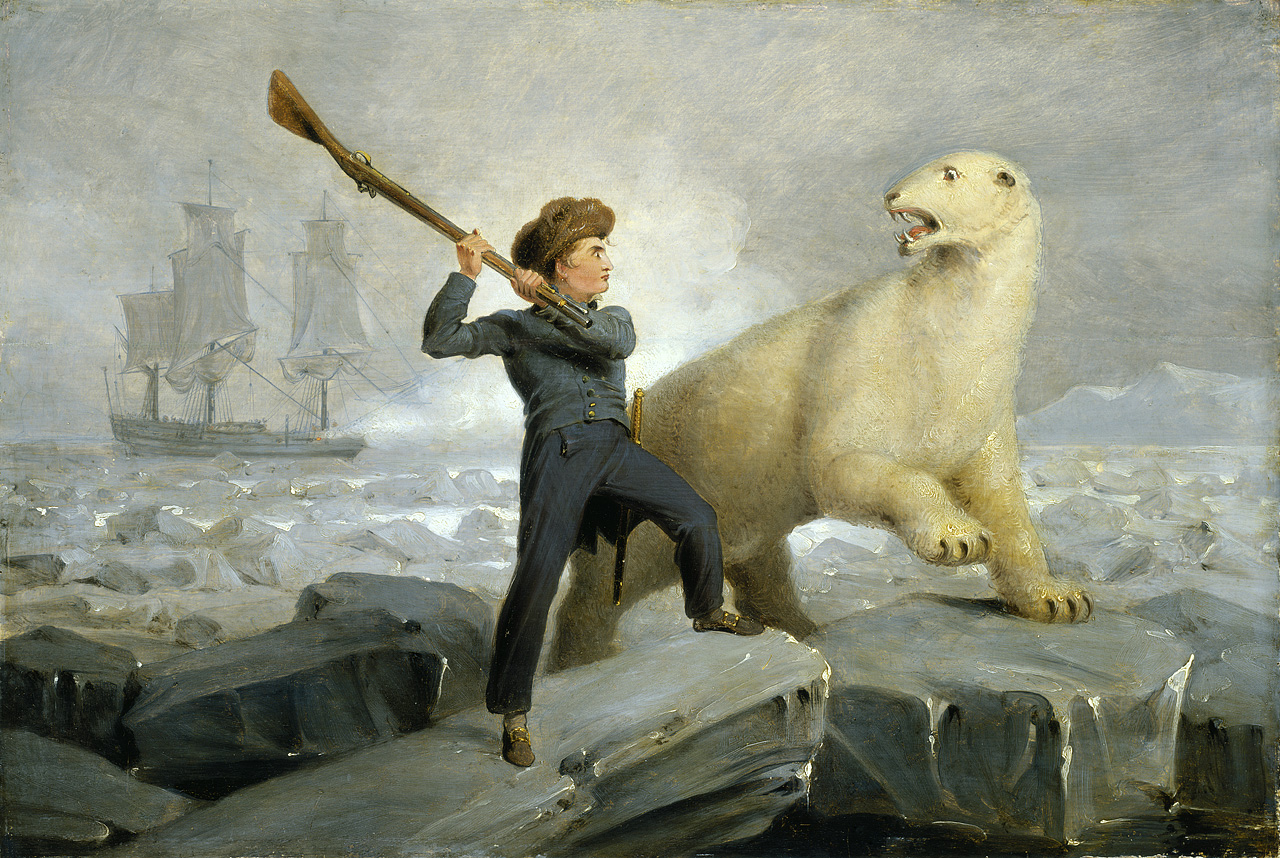
Нельсон и медведь, картина Ричарда Уэстолла

Неудача экспедиции, пытавшейся пробиться сквозь льды к Северному полюсу, не убедила Баррингтона и Энгеля в том, что это невозможно. Интерес Баррингтона обратился к Северо-Западному проходу, и вскоре во время третьего кругосветного плавания британского мореплавателя Джеймса Кука в 1776—1780 годах была предпринята неудачная попытка его открытия. Научные результаты экспедиции Фиппса включают первые научные описания белого медведя и белой чайки. Некоторые острова на Шпицбергене названы в честь участников экспедиции: Нельсона, Филиппа (самый крупный из группы Семи островов) и Уолдена.
Начиная с 1800 года, начала распространяться история о том, как Горацио Нельсон преследовал белого медведя, включая предполагаемый ответ Нельсона на выговор от Лютвиджа: «Я хотел, сэр, добыть шкуру для моего отца». После смерти Нельсона эта история была расширена в его биографиях и включала утверждения о том, что Нельсон пытался напасть на медведя со своим сломанным мушкетом, размахивая им как дубинкой. Эта сцена увековечена на картине Ричарда Уэстолла.
Норвежский профессор британской литературы Питер Фегесунд описал экспедицию Фиппса как «арктическую экспедицию, представляющую собой переломный момент в полярных исследованиях, добавляющий к открытию земель и природных ресурсов новое измерение, а именно научное исследование».